# ラマーカス・オルドリッジ
ラマーカス・ヌラー・オルドリッジ（LaMarcus Nurae Aldridge, 1985年7月19日 - ）は、アメリカ合衆国・テキサス州ダラス出身の元プロバスケットボール選手。ポジションはパワーフォワード、センター。

## 経歴

### ハイスクール
高校はシーゴービル高校でプレイ。最終学年の2003-04シーズンには28.9得点13.4リバウンドの成績を残し、2004年にマクドナルド・オール・アメリカン、パレード誌選出のオール・アメリカンに選ばれている。学業でも優秀だったオルドリッジは全米優等生協会（National Honor Society）のメンバーでもあった。カレッジリクルートサイトの"rivals.com"では、5つ星の評価で、センターで4位、全体で16位の評価を得た。

### カレッジ
高校卒業後はNBAに入るため大学へ行かないつもりであったが、シャキール・オニールが大学進学を勧めたため、テキサス大学オースティン校に進学した。
大学では1年目から先発に抜擢されたが、腰の故障を抱えたために出場した試合は15試合に留まった。2年目の05-06シーズンにはチームの主力選手として活躍、15.0得点9.2リバウンドの成績を残し、カンファレンスのオールファーストチームに選ばれた。NCAAトーナメントではエリート8まで勝ち進んだ。大学では2年間だけプレイし、2006年のNBAドラフトにアーリーエントリーした。

### ポートランド・トレイルブレイザーズ

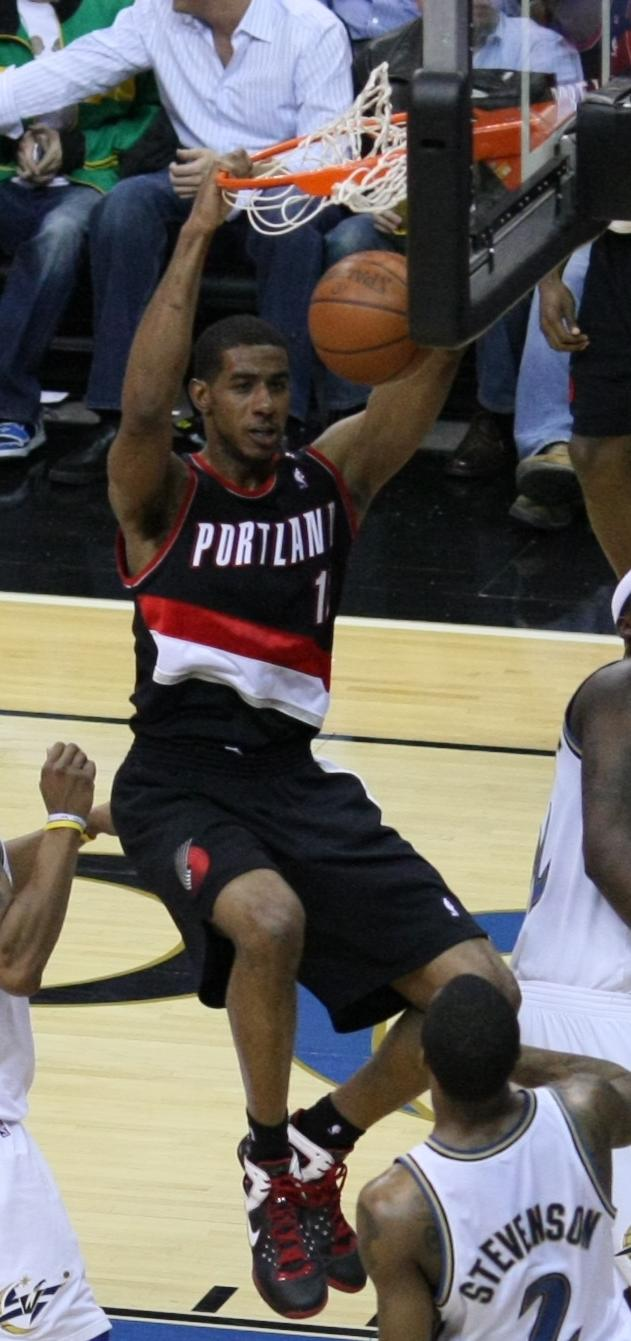
2010年のオルドリッジ

2006年のNBAドラフトではシカゴ・ブルズから全体2位指名を受けるが、直後にタイラス・トーマス、ヴィクター・カリパヤとのトレードでポートランド・トレイルブレイザーズに交渉権が譲渡された。

#### 2006–07 シーズン
ルーキーイヤーとなった06-07シーズン序盤は開幕前に行った肩の手術の影響で出遅れたが、シーズン中盤にジョエル・プリジビラが故障でチームを離れると、オルドリッジは先発センターの座を任され、9.0得点5.0リバウンドの成績を残し、オール・ルーキー・ファーストチームに選出された。しかし、シーズン中にウルフ‐パーキンソン‐ホワイト症候群であると診断され、様子を見るために残りの試合は欠場することとなった。チームは大きく負け越したが、ブレイザーズにはシーズン終盤に成長を見せたオルドリッジとこのシーズンの新人王を獲得した同期のブランドン・ロイなど、チームの将来を担える選手が揃いつつあった。

#### 2007–08 シーズン
ブレイザーズは2007年のNBAドラフトでグレッグ・オデンを全体1位指名すると、チームの大黒柱だったザック・ランドルフをトレードで放出するなど、チームの若返りを図った。オルドリッジはロイらと共にブレイザーズ再建の柱として期待されるようになった。07-08シーズンは、途中、足底筋膜炎のため12月11日から18日まで出場できなかったが、その後、足のトラブルを抱えながらも、チームの期待に応え、ゴール下の重要な得点源として活躍。1試合平均17.8得点,7.6リバウンドの成績を残し、MIPの投票では3位に入り、チームの成績も向上を見せ始めた。

#### 2008–09 シーズン
このシーズンは、開幕からの15試合は、ディフェンスのプレッシャーから、思うようにプレーできず、今までで"最悪の醜態"と言われた。しかし、次第に自身のプレーを取り戻していった。
シーズンが進むに従い、オフェンスを、ミッドレンジのフェイダウェイショットを頼りに改善させ、このシーズンは、平均 18.1 得点、7.5 リバウンドの成績を残した。後半戦終わりの28試合中半分で、20得点以上を稼いぎ、初めて1試合を欠場するのみでほぼ全シーズン出場を果たした。

#### 2009–10 シーズン
2009年10月、5年6500万ドルの延長契約を結んだ。この時のブランドン・ロイの契約は、5年8000万ドルであった。
このシーズンは、12月初旬にグレッグ・オデンがシーズン終了となる怪我で欠場が決定し、より多くのプレー時間をこなし、前年とほぼ同程度の成績を残した。
シーズン中にブランドン・ロイが怪我でチームを離脱をした後も大黒柱として活躍した。

#### 2010–11 シーズン
2011年2月1日のサンアントニオ・スパーズをホームに迎えての一戦では、両カンファレンスを通じての最高勝率を誇るチームを相手に、キャリア・ハイとなる40得点を達成した。（さらにその一週間後のシカゴ・ブルズ戦で42得点を記録して自らの記録を更新した。いずれの試合も勝利している。）
2011年3月2日には「2月の月間最優秀選手」に選出された。これはケルビン・ランジーとクライド・ドレクスラーについで、ブレイザーズ史上3人目である。
2010-11シーズンのMIPアウォード(その年、最も成長した選手に贈られる)では、ケビン・ラブに次ぐ第二位の得票で、オールNBA3rdチームに選ばれた。

#### 2011–12 シーズン
2011-12シーズン開幕前に、ウルフ‐パーキンソン‐ホワイト症候群再発と診断され、キャンプを休み処置を受けた。ロックアウトで短縮されたこのシーズンに、ブランドン・ロイが引退した穴を他選手らとともに埋め、名実ともにエースとしてチームを引っ張り、昨シーズン候補にあがりながら選出されなかったNBAオールスターゲームにも初めて選出された。

#### 2013–14 シーズン
2013-14シーズンはこの年オールスターにも選出された2年目のデイミアン・リラード、攻守にオールラウンドな働きをみせるニコラス・バトゥム、ゴール下での守備にロビン・ロペス等とバランスよく役者がそろい、チームはシーズン序盤から一時はカンファレンス首位を走るなど好調をみせる。中盤以降に勢いは落ちたものの、最終的に54勝28敗という2008-09シーズン以来の成績でプレイオフ進出を果たし、その中においてオルドリッジはフランチャイズプレイヤーとして得点・リバウンドの平均両方でリーグのトップ10に名を連ね、それのみならずリーダーシップ面においても大きな役割を果たし、1999-2000シーズン以来のプレイオフ1回戦突破が期待された。
2013-14プレイオフは一回戦で西カンファレンス4位のヒューストン・ロケッツと対戦。ゲーム1では自身のキャリアハイかつプレイオフにおけるフランチャイズレコードである46得点に加えて18リバウンドとダブルダブルの大車輪の活躍を果たす。オーバータイムでオルドリッジはファウルアウトとなるもチームはゲーム1に勝利した。ゲーム2でも18フィールドゴールを成功率64.2%という高確率で沈めてフリースローも8本中7本成功。最終的に43得点8リバウンドの大活躍でチームも2戦連勝とした。プレイオフのゲーム1・2で連続40得点以上を記録するのはマイケル・ジョーダン、トレイシー・マグレディに続く3人目であり、プレイオフで45得点以上・40得点以上を連続で記録するのは2007年のコービー・ブライアントに次いで2人目となる。またフランチャイズ史上初めてプレイオフで40得点以上を複数回記録した選手となった。その後ゲーム6をデイミアン・リラードの劇的なブザービーターで勝利したチームは1999-2000シーズン以来のプレイオフ一回戦突破を果たす。（なおこの年のプレイオフの西カンファレンス一回戦はこのシリーズ以外、全てゲーム7にまでもつれこんだ。）オルドリッジのシリーズを通しての一試合平均成績は29.8ポイント、11.2リバウンド、2.7ブロックであった。
しかしながらカンファレンスセミファイナルではプレイオフ経験豊富なサンアントニオ・スパーズの組織的なディフェンスに手を焼き、チームは大差で3連敗。かろうじて4戦目を取り返してスウィープは免れたものの5戦目も最大で28点もの大量リードを許し、最終的に20点差以上での大敗となった。シリーズ終了後、オルドリッジはスパーズのディフェンスについて「教えてもらいたいぐらい」とコメント。このシリーズにおけるオルドリッジの一試合平均成績は21.8ポイント、10リバウンドであった。

#### 2014–15 シーズン

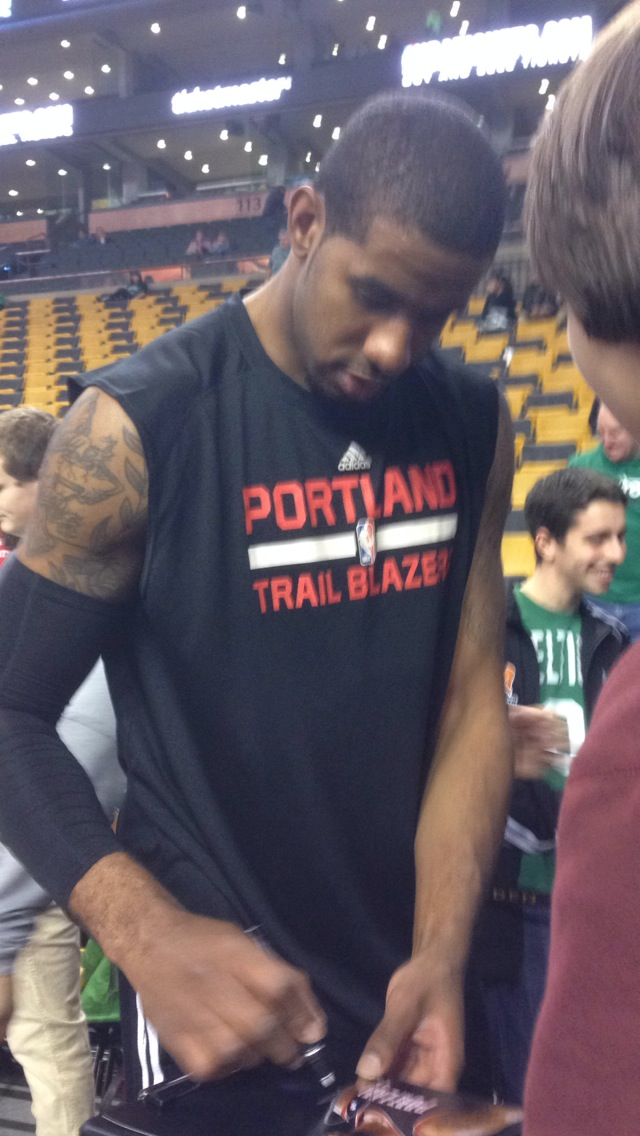
2014年11月ファンのサインに応えるオルドリッジ

2014年12月9日のデトロイト・ピストンズ戦で、歴代得点で、テリー・ポーターのフランチャイズ記録を超え、11,333得点を記録した。シーズン前半を平均 23.2 得点、10.2 リバウンドで終えた後、2015年1月23日に、6から8週の戦線離脱となる左手親指の靭帯を損傷した。しかし、僅か2試合の欠場で、1月24日のワシントン・ウィザーズ戦に出場し、26得点を上げ、自身の欠場で2連敗中のチームを勝利に導いた。フロントコートのリザーブとして4年連速のNBAオールスターに選出の後、アンソニー・デイビスの故障欠場に替わり、スターターに選ばれた。
2015年3月20日、オーランド・マジック戦で10リバウンドを記録し、総リバウンド数でフランチャイズ歴代記録を達成した。そのような中で、ウェズリー・マシューズが3月5日のダラス・マーベリックス戦でアキレス腱を断裂する重症を負い、残りのシーズン全休が決まると、これまで41試合の時点で30勝-11敗と好調だったチームに陰りが見え始め、残り41試合は21勝-20敗と成績を落としてプレーオフへと進んだ。メンバー不足のブレイザーズは、第5戦でメンフィス・グリズリーズに敗れ1stラウンド敗退となりシーズンを終えた。オルドリッジはキャリア最高の平均 23.4 得点、リーグ最高の 659 フィールドゴールを決めオールNBA2ndチームに選ばれた。

### サンアントニオ・スパーズ
2015年7月4日、サンアントニオ・スパーズと4年8000万ドルのマックス契約を結ぶと報じられ、7月9日、契約が締結された。オルドリッジのルーキーシーズン、ポートランド・トレイルブレイザーズで共にプレーしたアシスタントコーチのアイミ・ウドカが、スパーズに呼び込む大きな役割を果たしたと言われている。
オルドリッジのこれまでの背番号12は、スパーズではブルース・ボーエンの永久欠番となっていたが、ボーエンの快諾により復活することとなった。

#### 2015–16 シーズン
スパーズでのデビューは10月28日のシーズン開幕戦で、オクラホマシティ・サンダーとの対戦となった。32分の出場で、11 得点、5 リバウンドの成績を残したが勝利にはつながらず、112–106 で敗れた。2015年11月11日、移籍後初めてとなるポートランド・トレイルブレイザーズ戦で、ブーイングを浴びながら、シーズンハイの23得点を記録し、勝利した。

#### 2016–17 シーズン
2016年10月25日の開幕戦で、26得点、14リバウンドを記録し、129–100でゴールデンステート・ウォリアーズに勝利した。12月25日のシカゴ・ブルズ戦では、シーズンハイとなる33得点を記録した。2017年3月9日のオクラホマシティ・サンダー戦後に、軽度の不整脈が見つかり、過去に同種の心臓疾患を患ったこともあり精密検査のため、続く2戦を休場したが、3月15日、戦列復帰が発表された。

#### 2017-18シーズン
2018年2月18日に行われるNBAオールスターゲームに出場することが発表された。2018年3月23日に行われたユタ・ジャズ戦でキャリア・ハイとなる45得点を記録、試合はオーバータイムの末スパーズが124-120で勝利した。

#### 2018-19シーズン
2019年1月10日のホームで迎えたオクラホマシティ・サンダー戦でキャリアハイとなる56得点(FG20-33、FT16-16 9リバウンド、4アシスト、4ブロック)を記録し、2OTの末チームを勝利に導いた。56得点はフランチャイズでデビッド・ロビンソンの71得点、ジョージ・ガービンの63得点に次ぐ歴代3位の記録となった。

#### 2020-21シーズン
2021年3月25日にスパーズとバイアウトに合意し、FAとなった。

### ブルックリン・ネッツ
2021年3月28日にブルックリン・ネッツとシーズン終了までのミニマム契約を結んだ。ネッツでは5試合に出場したが、4月15日に命に関わる不整脈を発症したことを明かし、同日限りでの現役引退を発表した。しかしシーズン終了後に現役復帰を目指してトレーニングを再開し、復帰に必要な身体検査に全て合格。9月3日に再びネッツと1年260万ドルで契約した。
2021年10月29日のインディアナ・ペイサーズ戦では、リーグ史上48人目となる通算20000得点を達成した。

## プレースタイル
211cmのサイズと機動力を兼ね備えており、ミドルレンジからのジャンプショットやフックシュートなどで器用に得点を重ねることができるバランスの良いビッグマン。スクリーンプレイも多用し、ピックアンドロールからのアリウープなども得意としている。弱点としては線が細くサイズの割にリバウンド数が少ないことや試合終盤の重要な場面でフリースローを決めきれないことが指摘されていたが、2013-14シーズンでは平均リバウンド数も10を上回るなど改善がみられている。近年は感情が高ぶるとインサイドを主体に力強く攻めるスタイルになることがある。2013年11月23日の対ゴールデンステート・ウォリアーズ戦では試合中に小競り合いが起きてチームメートのモーリス・ウィリアムズが退場を宣告されたが、その試合では退場劇後からローポストでボールを果敢に要求し、4Qだけで15得点9リバウンドを記録した。（その試合全体では30得点21リバウンド。）重要な局面でチームメイトを鼓舞するなどリーダーシップの向上もみられる。

## 個人成績

### カレッジ
| シーズン | チーム   | GP | GS | MPG  | FG%  | 3P%  | FT%  | RPG | APG | SPG | BPG | PPG  |
| -------- | -------- | -- | -- | ---- | ---- | ---- | ---- | --- | --- | --- | --- | ---- |
| 2004–05  | テキサス | 16 | 16 | 22.2 | .663 | .000 | .657 | 5.9 | .9  | 1.1 | 1.5 | 9.9  |
| 2005–06  | テキサス | 37 | 37 | 33.7 | .569 | .000 | .646 | 9.2 | .5  | 1.4 | 2.0 | 15.0 |
| 通算     | 通算     | 53 | 53 | 27.9 | .616 | .000 | .652 | 7.5 | .7  | 1.2 | 1.7 | 12.4 |

### NBA

#### レギュラーシーズン
| シーズン     | チーム       | GP   | GS  | MPG  | FG%  | 3P%  | FT%   | RPG  | APG | SPG | BPG | PPG  |
| ------------ | ------------ | ---- | --- | ---- | ---- | ---- | ----- | ---- | --- | --- | --- | ---- |
| 2006–07      | POR          | 63   | 22  | 22.1 | .503 | .000 | .722  | 5.0  | .4  | .3  | 1.2 | 9.0  |
| 2007–08      | POR          | 76   | 76  | 34.9 | .484 | .143 | .762  | 7.6  | 1.6 | .7  | 1.2 | 17.8 |
| 2008–09      | POR          | 81   | 81  | 37.1 | .484 | .250 | .781  | 7.5  | 1.9 | .9  | .9  | 18.1 |
| 2009–10      | POR          | 78   | 78  | 37.5 | .495 | .313 | .757  | 8.0  | 2.1 | .9  | .6  | 17.8 |
| 2010–11      | POR          | 81   | 81  | 39.6 | .500 | .174 | .791  | 8.8  | 2.1 | 1.0 | 1.2 | 21.8 |
| 2011–12      | POR          | 55   | 55  | 36.3 | .512 | .182 | .814  | 8.0  | 2.4 | .9  | .8  | 21.7 |
| 2012–13      | POR          | 74   | 74  | 37.7 | .484 | .143 | .810  | 9.1  | 2.6 | .8  | 1.2 | 21.1 |
| 2013–14      | POR          | 69   | 69  | 36.2 | .458 | .200 | .822  | 11.1 | 2.6 | .9  | 1.0 | 23.2 |
| 2014–15      | POR          | 71   | 71  | 35.4 | .466 | .352 | .845  | 10.2 | 1.7 | .7  | 1.0 | 23.4 |
| 2015–16      | SAS          | 74   | 74  | 30.6 | .513 | .000 | .858  | 8.5  | 1.5 | .5  | 1.1 | 18.0 |
| 2016–17      | SAS          | 72   | 72  | 32.4 | .477 | .411 | .812  | 7.3  | 1.9 | .6  | 1.2 | 17.3 |
| 2017–18      | SAS          | 75   | 75  | 33.5 | .510 | .293 | .837  | 8.5  | 2.0 | .6  | 1.2 | 23.1 |
| 2018–19      | SAS          | 81   | 81  | 33.2 | .519 | .238 | .847  | 9.2  | 2.4 | .5  | 1.3 | 21.3 |
| 2019–20      | SAS          | 53   | 53  | 33.1 | .493 | .389 | .827  | 7.4  | 2.4 | .7  | 1.6 | 18.9 |
| 2020–21      | SAS          | 21   | 18  | 25.9 | .464 | .360 | .838  | 4.5  | 1.7 | .4  | .9  | 13.7 |
| 2020–21      | BKN          | 5    | 5   | 26.0 | .521 | .800 | 1.000 | 4.8  | 2.6 | .6  | 2.2 | 12.8 |
| 通算         | 通算         | 1029 | 985 | 34.2 | .491 | .321 | .811  | 8.2  | 2.0 | .7  | 1.1 | 19.4 |
| オールスター | オールスター | 7    | 1   | 11.7 | .368 | .800 | .000  | 2.9  | .6  | .1  | .4  | 4.6  |

#### プレーオフ
| シーズン | チーム | GP | GS | MPG  | FG%  | 3P%   | FT%  | RPG  | APG | SPG | BPG | PPG  |
| -------- | ------ | -- | -- | ---- | ---- | ----- | ---- | ---- | --- | --- | --- | ---- |
| 2009     | POR    | 6  | 6  | 39.5 | .490 | .250  | .700 | 7.5  | 1.3 | .5  | 1.7 | 19.5 |
| 2010     | POR    | 6  | 6  | 38.2 | .430 | .500  | .750 | 6.0  | 2.2 | 1.2 | 1.8 | 19.0 |
| 2011     | POR    | 6  | 6  | 43.0 | .461 | .000  | .792 | 7.5  | 1.3 | 1.3 | 1.7 | 20.8 |
| 2014     | POR    | 11 | 11 | 40.1 | .452 | .667  | .800 | 10.6 | 1.5 | 0.6 | 1.6 | 26.2 |
| 2015     | POR    | 5  | 5  | 41.6 | .330 | .273  | .889 | 11.2 | 1.8 | 0.4 | 2.4 | 21.8 |
| 2016     | SAS    | 10 | 10 | 33.7 | .521 | 1.000 | .891 | 8.3  | 1.0 | .4  | 1.4 | 21.9 |
| 2017     | SAS    | 16 | 16 | 33.6 | .458 | .143  | .764 | 7.4  | 1.5 | .6  | 1.0 | 16.5 |
| 2018     | SAS    | 5  | 5  | 35.4 | .463 | .600  | .976 | 9.2  | 2.4 | .6  | .4  | 23.6 |
| 2019     | SAS    | 7  | 7  | 34.9 | .455 | .273  | .818 | 9.6  | 2.7 | .7  | 1.0 | 20.0 |
| 通算     | 通算   | 72 | 72 | 37.1 | .455 | .327  | .874 | 8.5  | 1.7 | .7  | 1.4 | 20.8 |

### キャリアハイ
- 56得点。2019年1月11日。オクラホマシティ・サンダー戦。
- 20フィールドゴール。2019年1月11日。オクラホマシティ・サンダー戦。
- 2スリーポイントシュート。2回。
- 16フリースロー。2019年1月11日。オクラホマシティ・サンダー戦。
- 10オフェンシブリバウンド。2回。
- 12ディフェンシブリバウンド。3回。
- 25リバウンド。2013年12月12日。ヒューストン・ロケッツ戦。
- 8アシスト。2012年11月12日。アトランタ・ホークス戦。
- 4スティール。6回記録。
- 7ブロック。2010年12月28日デンバー・ナゲッツ戦

## 受賞歴
- 4×NBAオールスターゲーム出場 ： 2012-2015, 2018, 2019
- NBAオールルーキーチーム 1stチーム：2007
- オールNBAチーム
  - 2×2ndチーム: 2015, 2018
  - 3×3rdチーム: 2011, 2014, 2016
- ウェスタン・カンファレンス週間MVP受賞
  - 2011年1月17–23日[43]
  - 2011年2月7–13日[44]
  - 2013年3月11–17日[45]
  - 2013年11月18–24日[46]
  - 2013年12月2–8日[47]
  - 2013年12月9–15日[48]
  - 2014年12月1–7日[49]
  - 2014年12月15–21日[50]
  - 2016年2月1–7日[51]
  - 2018年3月19–25日[52]
- ウェスタン・カンファレンス月間MVP受賞
  - 2011年2月[53]

## その他
- シーズン中はオレゴン州のレイク・オスウェーゴに在住しており、オフシーズンにはレイク・オスウェーゴと故郷のテキサス州ダラスを行き来している。2009年の4月に子供が生まれたが、子供の母親とは別れている。(子供は母親とともにダラスに住んでいる。)
- NBAのスローガン"Where Amazing Happens"をもじって"Where 'L'amazing Happens"と書いたプラカードを持って応援するファンの姿がホームゲームでは見られる。
- シューズはジョーダン・ブランドと契約している。

## 脚註
1. 1 2  “LaMarcus Aldridge stats,details,videos and news”.   NBA.com (2019年). 2020年8月8日閲覧。
2. ↑  “LaMarcus-Aldridge”.   draftexpress.com (2006年). 2017年10月21日閲覧。
3. ↑  “LaMarcus Aldridge Signs Shoe Deal With Brand Jordan” (英語). blazersedge.com (2014年10月19日). 2022年3月6日閲覧。
4. ↑  “LAMARCUS ALDRIDGE”.  Yahoo.com (2004-). 2015年7月5日閲覧。
5. ↑  “Roy Headlines 2006-07 NBA T-Mobile All-Rookie Team”.   NBA.com (2006年5月11日). 2015年2月24日閲覧。
6. ↑  Quick, Jason (2007年12月10日). “BREAKING NEWS: Aldridge out at least a week”. The Oregonian 2009年4月2日閲覧。
7. ↑  Quick, Jason (2008年4月28日). “Turkoglu wins M.I.P.; Aldridge 3rd”. The Oregonian 2008年4月28日閲覧。
8. ↑  Odom, Joel (2009年4月17日). “Blazers' Aldridge: Moving from 'potential' to 'special'”. The Oregonian 2011年1月25日閲覧。
9. ↑  Mills, Marshall (2009年1月20日). “A changed Aldridge: Blazers' unassuming forward blossoms into an impact player”. The Blazers Beat, OregonLive 2011年1月25日閲覧。
10. ↑  “Player Stats: LaMarcus Aldridge”.  ESPN.com. 2011年1月25日閲覧。
11. ↑  Deckard, Dave (2009年5月6日). “The Season in Review: LaMarcus Aldridge”.  Blazersedge. 2011年1月25日閲覧。
12. ↑  Ford, Chad. “Source: Aldridge to get $65Mextension”.  ESPN.com. 2011年1月25日閲覧。
13. ↑  Freeman, Joe (2009年12月5日). “Greg Oden suffers major knee injury”. The Oregonian 2011年1月25日閲覧。
14. ↑  “Blazers F LaMarcus Aldridge Misses Camp, Out 1-2 Weeks After Procedure On Heart”.   RealGM.com (2011年12月9日). 2015年7月10日閲覧。
15. ↑  LaMarcus Aldridge Becomes Second-Leading Scorer in Franchise History
16. ↑  “Trail Blazers lose LaMarcus Aldridge”. ESPN.com (2015年1月23日). 2015年1月23日閲覧。
17. ↑  Pelton, Kevin (2015年1月25日). “LaMarcus Aldridge returns early”. ESPN.com. 2015年1月25日閲覧。
18. ↑  Trail Blazers' LaMarcus Aldridge will start All-Star Game in place of Anthony Davis
19. ↑  LaMarcus Aldridge becomes Blazers all-time leading rebounder Archived 2015年4月2日, at the Wayback Machine.
20. ↑  Wesley Matthews injury: Trail Blazers lose their heart and soul (video)
21. ↑  Warriors' Curry and Cavaliers' James unanimous picks for 2014-15 All-NBA First Team
22. ↑  LaMarcus Aldridge agrees to contract with Spurs
23. ↑  LaMarcus Aldridge says he has decided to go with the Spurs
24. ↑  “Spurs Sign LaMarcus Aldridge”.   Spurs.com (2015年7月9日). 2015年7月10日閲覧。
25. ↑  “LaMarcus Aldridge: Ime Udoka got the Spurs deal done”.   SI.com (2015年8月26日). 2015年12月16日閲覧。
26. ↑  “LaMarcus Aldridge's move to San Antonio got an unlikely assist” (2015年8月24日). 2015年12月16日閲覧。
27. ↑  “With Bowen’s blessing, Spurs to give No. 12 to Aldridge”.   SpursNation.com (2015年7月9日). 2015年7月10日閲覧。
28. ↑  “Donovan wins NBA coaching debut, Thunder beat Spurs 112-106”. NBA.com (2015年10月28日). 2015年10月28日閲覧。
29. ↑  NBA Game Info SAS vs. POR(2015/11/11)  NBA.com 2015年11月11日
30. ↑  “Leonard, Spurs spoil Durant's Warriors debut with blowout”. ESPN.com (2016年10月25日). 2016年10月26日閲覧。
31. ↑  “Aldridge's season-high 33 help Spurs hold off Bulls”. ESPN.com (2016年12月25日). 2016年12月25日閲覧。
32. ↑  “LaMarcus Aldridge has been cleared to play”.   poundingtherock.com (2017年3月15日). 2017年3月16日閲覧。
33. ↑  “SPURS INJURY UPDATE - 3/15/17”.   NBA.com (2017年3月15日). 2017年3月16日閲覧。
34. ↑  “ブラッドリー・ビール、ビクター・オラディポ、クリスタプス・ポルジンギス、カール・アンソニー・タウンズが初選出”. NBA.com (2018年1月24日). 2018年1月25日閲覧。
35. ↑  “Aldridge has careers-high 45 points, Spurs beat Jazz in OT” (英語). ESPN.com.  ESPN (2018年3月23日). 2018年3月24日閲覧。
36. ↑  “オルドリッジがキャリアハイの56得点！ スパーズが2度の延長となったサンダー戦に勝利” (2019年1月11日). 2019年1月11日閲覧。
37. ↑  “スパーズがラマーカス・オルドリッジをバイアウトへ | NBA Rakuten”. nba.rakuten.co.jp. 2021年3月26日閲覧。
38. ↑  “LaMarcus Aldridge announces retirement at 35 due to irregular heartbeat” (英語). NBA.com. 2021年4月16日閲覧。
39. ↑  “Nets' LaMarcus Aldridge retiring from the NBA” (英語). The Athletic (2021年4月15日). 2021年4月16日閲覧。
40. ↑  “Brooklyn Nets' LaMarcus Aldridge retires from NBA due to irregular heartbeat - TSN.ca” (英語). TSN (2021年4月15日). 2021年4月16日閲覧。
41. ↑  “LaMarcus Aldridge comes out of retirement, signs 1-year deal with Nets” (英語). www.nba.com. 2021年9月4日閲覧。
42. ↑  “ネッツのラマーカス・オルドリッジがNBA史上48人目となる通算2万得点をクリア”.   バスケットボールキング (2021年10月31日). 2021年10月31日閲覧。
43. ↑  “Player of the Week: LaMarcus Aldridge wins first player of the week award”.   kptv.com (2011年1月25日). 2011年2月17日閲覧。[リンク切れ]
44. ↑  “LaMarcus wins another player of the week award”. oregonlive.com. (2011年2月14日) 2011年2月17日閲覧。
45. ↑  “Blazers F LaMarcus Aldridge Named Western Conference Player Of The Week”. Blazer's Edge (2013年3月18日). 2021年3月31日閲覧。
46. ↑  “LaMarcus Aldridge Named NBA Western Conference Player Of The Week”. NBA.com (2013年11月25日). 2020年10月28日時点のオリジナルよりアーカイブ。2021年3月31日閲覧。
47. ↑  “Crawford, Aldridge named Players of the Week”. 2014年1月13日時点のオリジナルよりアーカイブ。2014年5月20日閲覧。
48. ↑  “Irving, Aldridge named Players of the Week”. NBA.com (2013年12月16日). 2014年4月24日時点のオリジナルよりアーカイブ。2021年3月31日閲覧。
49. ↑  “Lowry, Aldridge named Players of the Week”. NBA.com (2014年12月8日). 2014年12月9日時点のオリジナルよりアーカイブ。2021年3月31日閲覧。
50. ↑  “Horford, Aldridge named Players of the Week”. NBA.com (2014年12月22日). 2014年12月22日時点のオリジナルよりアーカイブ。2021年3月31日閲覧。
51. ↑  “LaMarcus Aldridge named Western Conference Player of the Week”. NBA.com (2016年2月8日). 2020年11月8日時点のオリジナルよりアーカイブ。2021年3月31日閲覧。
52. ↑  “LaMarcus Aldridge named Western Conference Player of the Week”. NBA.com (2018年3月26日). 2020年11月9日時点のオリジナルよりアーカイブ。2021年3月31日閲覧。
53. ↑  “LaMarcus wins player of the month award”. oregonlive.com. (2011年3月2日) 2011年3月2日閲覧。